# Die Leute von der Shiloh Ranch
Die Leute von der Shiloh Ranch (Originaltitel The Virginian bzw. in Staffel 9 The Men from Shiloh) ist eine US-amerikanische Western-Fernsehserie, von der in den Jahren 1962 bis 1971 insgesamt 249 Folgen zu je 75 Minuten entstanden. Damit ist die Serie nach Rauchende Colts (20 Jahre und 635 Folgen) und Bonanza (14 Jahre und 430 Folgen) die drittlängste Westernserie.  

## Handlungszeit
Die Serie spielt um 1890 und handelt von den Leuten auf der fiktiven Shiloh Ranch, die zunächst dem Richter Henry Garth gehört. Später geht die Ranch in den Besitz der Brüder John und Clay Grainger über, ehe sie dann in der letzten Staffel von Colonel Alan MacKenzie übernommen wird. Die Akteure werden immer wieder in haarsträubende Geschichten verwickelt, in und außerhalb Wyomings in der Nähe von Medicine Bow.

## Figuren
Die Darsteller und auch die Besitzer wechselten auf der „Shiloh Ranch“ öfter – aber immer lebten dort die Cowboys „Virginian“ und Trampas.
Die Serie heißt im Original „The Virginian“  bzw. The Men from Shiloh (Staffel 9) und basiert auf einem Roman von Owen Wister, der bereits 1914 mit Dustin Farnum, 1923 mit Kenneth Harlan, 1929 mit Gary Cooper und 1946 mit Joel McCrea in der Titelrolle für das Kino verfilmt wurde. Darin wurde der „Virginian“, hier ein selbständiger Rancher, als wortkarg, lebenserfahren und geheimnisvoll geschildert. Auch in der Serie wird sein wirklicher Name nie genannt. Im Gegensatz zur Serie sind die Rollen von Trampas und Steve in Buch und Film die erbitterten Gegner des Virginian, die dann von ihm zur Strecke gebracht werden.

## Vorspann
Die deutsche Version des Vorspanns, die nicht der amerikanischen Originalversion entspricht, beginnt mit einer trampelnden Rinderherde und einem dynamischen, eingängigen Musiktrailer.

## Gastrollen
In Gastrollen traten unter anderem Joan Crawford, Bette Davis, Harrison Ford, Robert Redford, Ryan O’Neal, Charles Bronson, Lee Majors, Monica Lewis, Stewart Granger, Jack Elam, Michael Rennie, Pernell Roberts, Sheree North, Leonard Nimoy, DeForest Kelley, William Shatner, Peter Lawford, Patrick Macnee, Lee Marvin, Lloyd Bochner, Ulla Jacobsson, Barbara Eden, Anne Francis, Dolores Hart, Bing Russell, Karlheinz Böhm, Rhonda Fleming und Debbie Watson auf.

## Ausstrahlungsnotizen
In Deutschland liefen nur 171 der insgesamt 249 Folgen der Serie ab 8. November 1970 bis November 1980 im ZDF in einer Länge von 75 oder – stark gekürzt – in 60 Minuten. Dabei hielt sich die Reihenfolge der Ausstrahlung nicht bzw. nicht immer an die amerikanische Reihenfolge. Am 18. Juni 1972 sind nach der Quelle bei Fernsehserien.de zwei Folgen ausgestrahlt worden und zwar die Episoden Alptraum in Fort Killman und Das sollst Du mir büßen (Nr. 144 und 150).

## Kino- und Fernsehfilme
Drei Folgen wurden im Kino als eigenständige Filme gezeigt:
- 1962: Die erbarmungslosen Zwei (The Brazen Bell, diese Folge lief im deutschen Fernsehen unter dem Titel Stunde der Bewährung)
- 1962: Die Horde des Teufels (The Devil’s Children, diese Folge wurde im deutschen Fernsehen nicht gezeigt)
- 1965: Die entscheidende Stunde (The Final Hour, diese Folge lief im deutschen Fernsehen unter dem Titel Der letzte Schuss)

1969 entstand der Kinofilm Gefährlicher Auftrag, bei dem es sich um einen Zusammenschnitt der Folgen Ride a Dark Trail, We’ve Lost a Train sowie einer Folge aus der Serie Laredo handelt.
1972 und 1974 entstanden zudem zwei Fernsehfilme, bei denen jeweils zwei Folgen zu einem Film zusammengeschnitten wurden, woraus sich eine mehr oder weniger sinnvolle Handlung ergab.
- 1972: Der Einsame (Bull of the West, aus den Folgen Duel at Shiloh und Nobility of Kings)
- 1974: Der gefährlichste Mann des Westens, (The Meanest Men in the West, aus den Folgen It Tolls For Thee und Reckoning)

## DVD
Inzwischen sind alle 9 Staffeln der amerikanischen Originalversion auf DVD für den US-Markt (DVD-Ländercode 1) erschienen.  
Von 2011 bis 2014 veröffentlichte zunächst Mammut Home Entertainment die ersten drei Staffeln in jeweils zwei verschiedenen Versionen. Die erste Version beinhaltet auf den DVDs sowohl die deutsche gekürzte Fassung als auch die ungekürzte US-Originalfassung (ohne Untertitel). Die zweite Version umfasst nur die deutsche gekürzte Fassung auf den DVDs. Danach gingen die deutschen Rechte an Koch Media, die Januar 2015 mit der Veröffentlichung ab Staffel 1 begannen. In dieser dritten Version sind die Folgen ungekürzt, Szenen ohne deutschen Ton sind mit Untertiteln unterlegt. Alle drei Versionen enthalten nur die Folgen, die auch im deutschen Fernsehen veröffentlicht wurden.
Mittlerweile sind alle neun Staffel ungekürzt auf DVD HD-remastered erschienen.

## Blu-ray
Das Label Filmjuwelen veröffentlichte ab dem Jahr 2022 die gesamten Folgen der Staffeln 1 bis 9 auf Blu-ray im HD-Format. Die für das deutsche Fernsehen nicht synchronisierten Folgen werden ungekürzt im Originalton mit deutschen Untertiteln präsentiert. Bei den für das deutsche TV synchronisierten, aber auf Grund der Laufzeit geschnittenen Folgen, werden die Synchro-Fehlstellen ebenfalls im O-Ton mit deutschen Untertiteln ungekürzt gezeigt. Somit ist die Serie zum ersten Mal ungeschnitten und vollständig im deutschen Sprachraum verfügbar.

## Vorlage und Adaptionen
- Die Serie basiert auf dem mit dem Originaltitel gleichnamigen Roman Der Virginier (The Virginian) von Owen Wister aus dem Jahre 1902, der in Deutschland erst 1955 verlegt wurde.
- Bereits 1929 und 1946 erschienen Adaptionen des Romans in Form von Spielfilmen, sowie eine weitere Spielfilmadaption im Jahr 2000 mit Bill Pullman in der Rolle des Virginiers.